# Manolo Sanlúcar
Manolo Sanlúcar, nom de scène de Manuel Muñoz Alcón, né le 24 novembre 1943 à Sanlúcar de Barrameda en Province de Cadix et mort le 27 août 2022 à Jerez de la Frontera, est un musicien espagnol, maître[Interprétation personnelle ?] de la guitare flamenca.

## Biographie
Son père, Isidro Sanlúcar, grand guitariste de flamenco, lui enseigne la guitare flamenca dans le style de Javier Molina. Il collabora notamment avec le maître de la guitare Paco de Lucía pour plusieurs enregistrements. Comme celui-ci, il apparaît dans plusieurs des films que Carlos Saura a consacrés au Flamenco. Il forme aussi des grands guitaristes comme Vicente Amigo. 
En 1990, il compose le thème musical de Canal+ Espagne.   
Son dernier album, sorti en 2007, s'intitule Medea. Il a enregistré 12 albums au total.
En 2014, il reçoit la médaille d'or du mérite des beaux-arts, décernée par le ministère de l'Éducation, de la Culture et des Sports.

## Discographie
- Recital Flamenco (1968)
- Inspiraciones (1970)
- Mundo Y Formas De La Guitarra Flamenca Vol. I (1971)
- Mundo Y Formas De La Guitarra Flamenca Vol. II (1971)
- Mundo Y Formas De La Guitarra Flamenca Vol. III (1972)
- Sanlúcar (1975)
- Sentimiento (1976)
- Fantasía Para Guitarra Y Orquesta (1977)
- ...Y Regresarte (Hommage à Miguel Hernández) (1978)
- Manolo Sanlúcar En Japón (1979)
- Candela (1980)
- Azahares (1981)
- Al Viento (1982)
- Ven Y Sígueme (1982)
- Trebujena (1984)
- Testamento Andaluz (1985)
- Medea (1987)
- Tauromagia (1988)
- Solea (1989)
- Aljibe (1992)
- Locura De Brisa Y Trino (2000)
- La Voz Del Color (2008)